# WB Games Montreal
WB Games Montréal Inc. ist ein kanadischer Videospielentwickler mit Sitz in Montreal, Québec.

## Geschichte
WB Games Montréal wurde 2010 von Martin Tremblay, Martin Carrier, und Reid Schneider gegründet. Das Studio ist derzeit im Besitz von Warner Bros. Interactive Entertainment. Einer der Studiotitel, Batman: Arkham Origins, wurde auf der E3 vorgestellt. Das Spiel wurde in den Kategorien „Bestes Action-Adventure“ und „Bestes Konsolenspiel“ im Rahmen der Game Critics Awards nominiert. Das Spiel wurde außerdem von Forbes als „Bestes Videospiel“ ausgezeichnet. Batman: Arkham Origins erhielt positive Bewertungen. Dem Unternehmen wurde jedoch vorgeworfen, vor der Veröffentlichung keine ordnungsgemäßen Tests für das Spiel durchführt zu haben und sich zu weigern, eine Reihe von schwerwiegenden Fehlern zu beheben, die das Spielen beeinträchtigten. Stattdessen, so die Kritik, konzentrierte man sich auf die Entwicklung und Veröffentlichung kostenpflichtiger Zusatzinhalte.

## Spiele
| Jahr | Titel                               | Plattformen                                                  |
| ---- | ----------------------------------- | ------------------------------------------------------------ |
| 2012 | Batman: Arkham City Armored Edition | Wii U                                                        |
| 2013 | Cartoon Universe                    | Webbrowser                                                   |
| 2013 | Batman: Arkham Origins              | PlayStation 3, Xbox 360, Wii U, Windows                      |
| 2014 | Lego Legends of Chima Online        | iOS, Webbrowser                                              |
| 2015 | Batgirl: A Matter of Family         | PlayStation 4, Xbox One, Windows                             |
| 2022 | Gotham Knights                      | PlayStation 4, Xbox One, Windows, PlayStation 5, Xbox Series |